# Ivan Romanov
Ivan Romanov (Klaipeda, 4 agosto 1957) è un ex ciclista su strada e pistard lituano, che si è aggiudicato il terzo posto alla Gullegem Koerse nel 1991, oltre al Giro di Mittel Netherland del 1994.

## Carriera
Da junior, nel 1975, Ivan Romanov vinse la Junior Peace Race una corsa a tappe che si svolgeva in Cecoslovacchia, poi con la squadra sovietica ha vinto il primo titolo mondiale juniores nella cronometro a squadre maschile.   
Ha vinto il campionato nazionali "individuale di sei giorni", e, sempre su pista, si è classificato 4° nella corsa a punti. Queste prestazioni lo qualificarono per il campionato del mondo nella corsa a punti. 
In URSS, anche molti corridori su pista hanno corso su strada, come Vjačeslav Ekimov e Marat Ganeyev.  Negli anni successivi partecipa a numerose competizioni su strada. Nel 1986 ha vinto una tappa della Corsa della Pace, che ha concluso al 6º posto. È stato anche due volte campione dell'URSS, nella specialità "criterium".

## Palmarès

### Strada
- 1984

Gran Premio di Taskent
- 1985

International Tour of Hellas
8a tappa Giro di Svezia
- 1986

1a tappa Giro di Cuba
8a tappa Giro di Cuba
9a tappa Giro di Cuba
11a tappa Giro di Cuba
2a tappa Settimana Ciclistica Lombarda
10a tappa Giro di Colombia
- 1988

2a tappa International Tour of Hellas
- 1994

Giri di Midder-Netherland